# Sleeping Giants
Sleeping Giants (« Les Géants endormis ») est un collectif de militants agissant sur les réseaux sociaux dont l'objectif est la lutte « contre le financement des discours de haine » sur internet et dans les médias,,,,. Leur mode d'action est d'interpeller publiquement sur les réseaux sociaux les annonceurs dont les publicités apparaissent dans des émissions relayant des discours jugés racistes ou sexistes, ou des médias condamnés pour incitation à la haine, essentiellement d'extrême droite. Le collectif naît en novembre 2016 aux États-Unis peu après la victoire de Donald Trump à l'élection présidentielle américaine, avec le lancement d'un compte Twitter visant à boycotter Breitbart News.
L'organisation agit principalement depuis son compte Twitter mais elle dispose également d'un compte Facebook. Au fil du temps, diverses antennes régionales sont montées en Australie, en Belgique, au Brésil,,, au Canada, en Finlande, en France, en Allemagne, en Italie, aux Pays-Bas, en Nouvelle-Zélande, en Norvège, en Espagne, en Suède, en Suisse et enfin au Royaume-Uni (antennes possédant aussi leurs propres comptes Twitter).

## Historique
Depuis 2016, le rédacteur freelance Matt Rivitz, un « vétéran de l'industrie publicitaire », et la spécialiste du marketing Nandini Jammi (en) dirigent Sleeping Giants. 
En dehors des actions menées sur les réseaux sociaux afin de faire pression sur les entreprises pour qu'elles cessent de soutenir financièrement les médias d'extrême droite, Nandini Jammi mène une campagne ciblant Robert Mercer, ancien co-directeur général du fonds spéculatif Renaissance Technologies, ainsi que des plateformes dont Stripe et PayPal pour qu'elles cessent de traiter les paiements des militants et groupes d'extrême droite. Elle fait également pression pour que Bank of America cesse de faire affaire avec les prisons privées.
Matt Rivitz organise, lui, les sections internationales de Sleeping Giants, installe des panneaux d'affichage autour des campus d'Amazon et de Facebook pour les inciter à rompre leurs liens avec Breitbart News, fait campagne contre YouTube et Facebook qui avaient donné une plate-forme à Alex Jones. Il met en place et dirige l'e-commerce de l'organisation.
L'identité de l'instigateur de Sleeping Giants reste inconnue jusqu'en juillet 2018, date où Matt Rivitz, ancien employé des sociétés TBWA/Chiat/Day et Goodby, Silverstein & Partners, confirme qu’il est le fondateur du groupe, après avoir été identifié par le média conservateur The Daily Caller,.
En juillet 2020, Nandini Jammi quitte l'organisation affirmant que Matt Rivitz a tenté de minimiser son rôle dans l'organisation. Elle publie un article de blog après avoir quitté l'organisation, intitulé « Je quitte les Sleeping Giants, mais pas parce que je le veux », avec le sous-titre : « Comment mon co-fondateur blanc m'a fait sortir du mouvement que nous avons construit ensemble ». Questionné par BuzzFeed News, Matt Rivitz considère que « pour le meilleur ou pour le pire, chaque organisation a besoin d'un leader et ce rôle dans Sleeping Giants m'appartient, quel que soit son titre ». Rivitz a ensuite rédigé des excuses publiques,.

## Campagnes

### Actions contre Breitbart News
Le collectif naît en novembre 2016 aux États-Unis peu après la victoire de Donald Trump à l'élection présidentielle américaine de 2016, avec le lancement d'un compte Twitter visant à boycotter Breitbart News,. Le premier message (sur Twitter) cible la société de gestion financière SoFi (compagnie spécialisée dans la gestion financière). La plupart des messages de l'organisation sur le réseau social Twitter sont destinés aux entreprises fournissant de la publicité à la chaîne Breitbart News. La majorité de leurs messages incitent à participer au boycott de l'entreprise, tant que celle-ci n'aura pas rejoint la lutte contre Breitbart. L'essentiel de l'activité du réseau ne provient pas du compte lui-même, mais de « retweets » de celui-ci ; cette méthode donne à l'organisation un très grand impact sur les utilisateurs des réseaux sociaux[réf. nécessaire].
En février 2017, 820 entreprises ont rejoint le mouvement et avaient cessé de fournir de la publicité (et donc de l'argent) à Breitbart News, selon les statistiques fournies par l'organisation. Un peu plus tard, en mai 2017, on décompte plusieurs milliers d'annonceurs qui ont cessé de placer leurs produits sur la chaîne Breitbart News (les publicités sont la source de revenus principale des chaînes de télévision), considérant cette campagne comme un moyen de protester ouvertement contre la politique de Donald Trump ainsi que de se garantir la confiance des militants[De quoi ?] (et par conséquent celle des personnes qui suivent l'organisation sur les réseaux sociaux). 
La liste des entreprises ayant rejoint le mouvement s'agrandit. On peut retenir parmi les marques les plus célèbres AT & T, Kellogg's, BMW, Visa, Autodesk, Lenovo, HP Inc., Vimeo, Deutsche Telekom, Lyft, Allstate, Nest et Warby Parker (société spécialisée dans la vente de lunettes sur internet),,. Le gouvernement canadien cesse également de fournir de la publicité à Breitbart News, après avoir estimé que son contenu « n'est pas conforme au code de valeur et d'éthique du gouvernement ». La stratégie de Sleeping Giants consiste  à faire pression sur les annonceurs en associant méthodes traditionnelles (manifestations, etc.) et méthodes numériques (activisme en ligne), dans le but de recruter et de mobiliser une large population d'utilisateurs des réseaux sociaux. Selon Slate, la stratégie de Sleeping Giants est similaire à celle adoptée en 2014 par le mouvement Gamergate contre Gawker Media. 
En revanche, les Sleeping Giants n’ont pas réussi à convaincre trois des géants du Web de prêter la moindre attention à ses campagnes. Facebook, Google, tout comme Amazon n'ont jamais répondu à l'organisation, qui souhaite que les deux premières sociétés interdisent globalement la diffusion de publicités à Breitbart et qu'Amazon y supprime sa publicité. 
La décision de Kellogg's de se joindre à l'initiative de Sleeping Giants provoque la colère de Breitbart News. Le média lance alors une campagne de boycott des produits Kellogg's en décembre 2016.

### Autres actions aux États-Unis
En avril 2017, Sleeping Giants mène une campagne visant à pousser les entreprises à ne plus fournir de publicités à The O'Reilly Factor, après la publication de l'affaire de cinq accords de harcèlement sexuel visant l'animateur Bill O'Reilly sur la chaîne de télévision conservatrice Fox News. Sleeping Giants finit par l'emporter, entraînant l'annulation de l'émission.
En juin 2020, en concertation avec notamment l'Anti-Defamation League et Common Sense Media, les Sleeping Giants tweetent le hashtag #StopHateForProfit à leurs abonnés exigeant que Facebook surveille les « discours de haine » de manière plus agressive.

### Actions au Canada
À partir de mai 2017, l'antenne locale canadienne utilise les mêmes moyens pour interpeller les sociétés fournissant de la publicité au média conservateur canadien The Rebel Media. La réussite de l'opération est confirmée quelques mois après le début de celle-ci[Comment ?].

### Actions en Australie
En 2018, Sleeping Giants Oz s'en prend notamment à la chaîne de télévision d'information en continu Sky News, après que celle-ci a diffusé une interview du nationaliste d'extrême droite Blair Cottrell (en). En six mois, plus d’une douzaine d’entreprises ont retiré leurs publicités de Sky News en réponse à la campagne menée par Sleeping Giants, expliquant ne pas vouloir être associées avec des valeurs ne correspondant pas à leur entreprise, évoquant notamment racisme et misogynie.

### Actions en France
La branche française de Sleeping Giants apparaît le 17 février 2017,, avec pour seules mentions légales « Hébergement : Google Sites 1600 Amphitheatre Parkway in Mountain View California, United States ». L'objectif de la branche française est de lutter contre le financement des discours de haine,. Elle prend d'abord pour cible deux sites d'extrême droite : le site d'information généraliste Boulevard Voltaire, fondé par Robert Ménard et Dominique Jamet, et le blog Breiz atao, créé par Boris Le Lay, lesquels perdent alors presque tous leurs annonceurs : plus de 1 000 bloquent Boulevard Voltaire, tandis que Breiz atao est également banni de Google Ads,,.
En octobre 2019, l'antenne française interpelle la société Ferrero, qui retire l'émission Zemmour & Naulleau de la liste de diffusion des publicités Nutella.
En décembre 2019, le collectif lance une action contre Valeurs actuelles, dont selon lui « la plupart des articles reprenaient telles quelles la rhétorique, les théories complotistes, l'intolérance et l'accumulation de faits divers orientés que nous n'avions rencontrés que sur les pires blogs extrémistes », concluant que « beaucoup de ses titres ou articles n'ont rien à envier à Boulevard Voltaire ou Minute ». Le collectif informe plusieurs marques que leur publicité figure sur le magazine au côté de contenus qui pourraient nuire à leur image, et les incite à retirer leur publicité du magazine en ligne,. Le 3 décembre, le magazine Valeurs actuelles publie « le mur de la honte », qui recense un millier de marques qu'il dénonce comme étant « contre le débat d'idée », et encourage ses lecteurs à interpeller ces marques en leur en envoyant un message pré-rédigé. 
Selon Capital, ce « mur » prête à confusion car la liste utilisée recense en réalité les entreprises qui ont retiré leurs publicités du site Boulevard Voltaire à l'initiative de Sleeping Giants, lequel dénonce en retour la « stratégie de victimisation » de Valeurs actuelles. Toujours selon Capital, les marques Red by SFR et Frichti auraient renoncé à boycotter Valeurs actuelles, sans toutefois en préciser la raison. En 2019, le syndicat des éditeurs de la presse magazine (SEPM) dénonce une « campagne diffamatoire et discriminatoire » de Sleeping Giants, déclarant que « Valeurs actuelles a le statut de presse d'information politique et générale (IPG) accordé par l'État, afin d'assurer l'existence d'une offre de presse pluraliste, seule garante du caractère démocratique du débat public ».
Le directeur adjoint de la rédaction, Tugdual Denis, reconnaît que Sleeping Giants fait « perdre beaucoup d’argent » à son magazine. En début d'année, l’entreprise de publicité en ligne Taboola avait rompu son contrat avec le magazine à la suite de la publication du feuilleton donnant à voir la députée Danièle Obono représentée en esclave, le privant d’un revenu de « trois millions d’euros sur trois ans ». Le 4 juin 2021, la société Valmonde et Cie, à laquelle appartient Valeurs actuelles, dépose une plainte contre Sleeping Giants, visant à dénoncer « des faits de discrimination, à raison des opinions politiques, et de nature à entraver l’exercice normal d’une activité économique ». Interrogée par Le Monde, une militante de Sleeping Giants déclare : « ces procès bâillons sont d’abord faits pour nous intimider ».
À l’automne 2021, le collectif Les Corsaires est créé par Progressif media, une entreprise de communication proche du groupe Bolloré dans le but de faire contrepoids aux actions des Sleeping Giants sur les réseaux sociaux francophones. Une enquête de StreetPress révèle les liens étroits existant entre ce groupe, doté de moyens importants, et le militant anti-avortement Émile Duport. Selon Libération, des documents internes à l'entreprise montrent l'échec des Corsaires (en avril 2022, seulement 22 entreprises sur les 263 démarchées auraient décidé de maintenir leurs publicités). Des notes internes à l'entreprise de communication montrent qu’elle a « activement cherché à identifier les animateurs de Sleeping Giants France et à les «doxxer», c’est-à-dire révéler publiquement leurs identités et informations personnelles », publication qui constituerait un délit.
En 2022-2023, le magazine Causeur partage un communiqué dans lequel sa directrice de la rédaction, Elisabeth Lévy, accuse le collectif des Sleeping Giants « d’avoir asséché ses revenus publicitaires », ce qui mettrait le média en péril : averties par Sleeping Giants qu'un contenu faisant la promotion de leurs produits figurait sur le site de Causeur, de nombreuses enseignes ayant décidé d'exclure leurs publicités de ce site. 
La chaîne RT France, avant sa liquidation judiciaire, a également entamé des procédures pour identifier les militants opérant le compte Twitter du collectif.

## Critiques
Des journalistes dont l'émission est visée par Sleeping Giants Australie qualifient les membres du collectif de « trolls numériques » intolérants cherchant à censurer par l'intimidation et le chantage,,.  D'une manière générale, les adversaires de Sleeping Giants soutiennent que les boycotts commerciaux sont une attaque contre la liberté d’expression.
Selon John Tierney (en) dans le City Journal (en), les actions de Sleeping Giants s'inscrivent dans un mouvement plus large de censure, à mettre en parallèle avec les actions parfois violentes dans des universités visant à empêcher la venue de certains conférenciers.

## Audiences
En 2018, Sleeping Giants aux États-Unis compte environ 214 000 abonnés, en Australie 15 000, bien que les critiques affirment que le nombre d'abonnés actifs est bien inférieur, en France 4 000 et au Brésil 484.

## Reconnaissance
En 2019, le groupe reçoit le prix d'or Social & Influencer du festival de la publicité Lions Cannes[source secondaire nécessaire].
En 2024, la candidature de Sleeping Giants est proposée au Prix Nobel de la paix pour son combat contre le financement des discours de haine,. La candidature a été soumise par Éric Bothorel, député et porte-parole de La République En Marche dans les Côtes-d'Armor.